# Zorodictyna oswaldi
Espèce
Synonymes
- Agroeca oswaldi Lenz, 1891
- Uduba inhonesta Simon, 1906
- Zorodictyna intermedia Strand, 1907

Zorodictyna oswaldi est une espèce d'araignées aranéomorphes de la famille des Udubidae.

## Distribution
Cette espèce est endémique de Nosy Be dans la région Diana à Madagascar,.

## Description
Le mâle syntype mesure 13 mm et la femelle syntype 19 mm.

## Systématique et taxinomie
Cette espèce a été décrite sous le protonyme Agroeca oswaldi par Lenz en 1891. Elle est placée dans le genre Uliodon par Strand en 1908 puis dans le genre Zorodictyna par Lehtinen en 1967.
Uduba inhonesta et Zorodictyna intermedia ont été placées en synonymie par Henrard, Griswold et Jocqué en 2024.

## Étymologie
Cette espèce est nommée en l'honneur d'Albert O'Swald.

## Publication originale
- Lenz, 1891 : « Spinnen von Madagascar und Nossibé. » Jahrbuch der Hamburgischen Wissenschaftlichen Anstalten, vol. 9, p. 161-182 (texte intégral).